# Rocles (Allier)
Rocles é uma comuna francesa na região administrativa de Auvérnia-Ródano-Alpes, no departamento Allier. Estende-se por uma área de 21,59 km². Em 2010 a comuna tinha 384 habitantes (densidade: 17,8 hab./km²).